# Philippe Stern (Kunsthistoriker)
Philippe Stern (* 11. April 1895 in Paris; † 4. April 1979 in Paris) war ein französischer Kunsthistoriker, der auf indische und südostasiatische Kunst, insbesondere aus dem Khmer-Reich von Angkor und aus Champa, spezialisiert war. Von 1929 bis 1965 lehrte er indische und südostasiatische Kunst an der École du Louvre, von 1953 bis 1965 war er Chefkurator des Musée Guimet in Paris.

## Leben
Stern studierte Philosophie bei Émile Chartier (Alain), dann Musikwissenschaft und Komposition, bevor er sich der indischen und der Khmer-Kultur zuwandte. Ab 1921 arbeitete er als Assistent am Musée Guimet, ab 1925 als Kurator am Musée indochinois im Palais du Trocadéro. An der École pratique des hautes études legte er 1927 seine Abschlussarbeit über den Bayon von Angkor und die Entwicklung der Khmer-Kunst vor, die als bahnbrechend für ihre Disziplin beurteilt wird. George Cœdès schrieb, dass mit dieser Arbeit „die Studien der Khmer-Archäologie (…) einen neuen Weg eingeschlagen“ hätten. Als wichtigste akademische Vorbilder würdigte Stern neben Cœdès den Leiter des Musée Guimet Joseph Hackin und Henri Parmentier, den Direktor des archäologischen Dienstes der École française d’Extrême-Orient.
Ebenfalls 1927 wurde er zum beigeordneten Kurator am Musée Guimet ernannt. Zusammen mit Hubert Pernot legte Stern 1928 die gemeinsame Musikbibliothek des Musée de la parole et du geste und des Musée Guimet an. Neben der Museumsarbeit lehrte er ab 1929 an der École du Louvre als Dozent für „Kunst Indiens und Indochinas“. Zu seinen akademischen Schülern zählen Jeannine Auboyer, Jean Marie Casal, Jean Boisselier und Subhadradis Diskul. Auf Sterns Initiative hin wurden die meisten Khmer-Skulpturen aus dem Indochina-Museum des Trocadéro ans Musée Guimet überführt. Seine einzige Feldforschungsreise führte ihn 1936 nach Vietnam und Kambodscha, wo er an den Ausgrabungen im Phnom Kulen teilnahm. Während der deutschen Besetzung Frankreichs im Zweiten Weltkrieg 1940 floh er vor der drohenden antisemitischen Verfolgung nach Toulouse, das in der vom Vichy-Regime verwalteten „freien Zone“ lag.
Nach der Befreiung Frankreichs 1944 heiratete er die Photographin Thérèse le Prat (1895–1966), die für ihre Bilder von Südostasien und Ozeanien bekannt war. Nach dem Tod René Groussets übernahm Stern 1953 als Chefkurator die Leitung des Musée Guimet. Als er 1965 in den Ruhestand trat, löste ihn seine einstige Studentin und langjährige Mitarbeiterin Jeannine Auboyer ab. Danach publizierte er weiter seine Forschungsergebnisse.

## Veröffentlichungen (Auswahl)
- Le Bayon d’Angkor et l’évolution de l’art Khmer. Geuthner, Paris 1927.
- L’art du Champa (ancien Annam) et son évolution. Adrien-Maisonneuve, Paris 1942.
- Mit Mireille Bénisti: Évolution du style Indien d’Amarāvatī. Presses universitaires de France, Paris 1961.
- Les monuments Khmers du style du Bàyon et Jayavarman VII. Presses universitaires de France, Paris 1965.
- Colonnes indiennes d’Ajantâ et d’Ellora. Évolution et répercussions; styles gupta et post-gupta. Presses universitaires de France, Paris 1972.
- Beauté-clef. Lang, Bern u. a. 1989.
- Touches d’atteinte. Lang, Bern u. a. 1994.